# Gottfried Feist
Gottfried Feist (Josefov (barri jueu de Praga), 10 de novembre, 1880 - Viena, (Àustria), 11 de gener, 1952, Viena), fou violinista i professor de música austríac d'origen txec.
Va començar a estudiar violí als sis anys, als 11 anys va fer el seu primer concert. Va completar la seva formació musical al Conservatori de Praga (1898-1902) sota la direcció d'Otakar Ševčík. Després d'això, va viure i treballar durant un temps a Prostejov, després a Klagenfurt.
El 1908-1951. va ensenyar a l'Acadèmia de Música de Viena, des del 1915 professor. Entre els seus estudiants, tota una generació de músics de lOrquestra Filharmònica de Viena, Friedrich Cerha, Felix Prohaska, Rodolfo Lipizer i Friedrich Wildgans també van estudiar amb Feist. Com a intèrpret, és conegut principalment per tocar el seu quartet de corda durant els anys d'entreguerres (entre els seus participants hi havia el segon violí Franz Polesny, la viola Ernst Moravets i el violoncel·lista Wilhelm Winkler).
Va ser amic de les principals figures de la modernitat musical vienesa: Arnold Schönberg, Alban Berg, Joseph Marx, Franz Schmidt.